# سكوت سميث (متزلج فني)
سكوت سميث (بالإنجليزية: Scott Smith)‏ هو متزلج فني أمريكي، ولد في 19 أكتوبر 1981 في فورت لودرديل في الولايات المتحدة.

## وصلات خارجية
- سكوت سميث على موقع الاتحاد الدولي للتزلج (الإنجليزية)